# Buiksteen

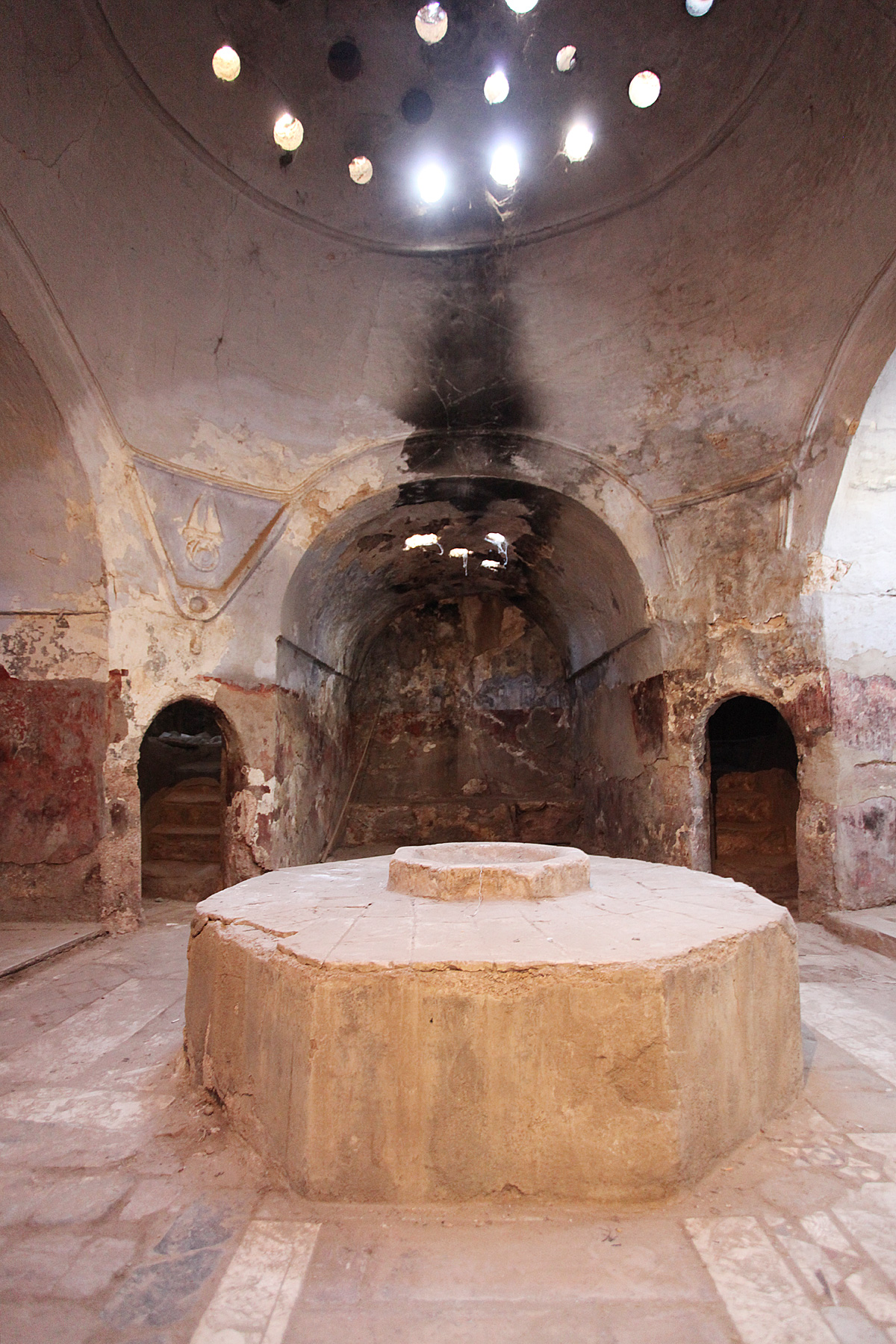
Een buiksteen in het midden van de hararet

Een buiksteen of göbek tasi is een laag marmeren platform, dat zich midden in de hararet (hete ruimte) van een hamam bevindt. Het platform is verwarmd, om de transpiratie van de bader te bevorderen. Het is de bedoeling dat de bader op de buiksteen gaat liggen om uit te zweten en om door de tellak ingezeept en gemasseerd te worden.